# Le Pin (Loire-Atlantique)
Le Pin (bretonisch: Ar Bineg; Gallo: Le Pein) ist eine französische Gemeinde im Département Loire-Atlantique mit 829 Einwohnern (Stand: 1. Januar 2022) in der Region Pays de la Loire. Sie ist dem Kanton Ancenis-Saint-Géréon und dem Arrondissement Châteaubriant-Ancenis zugeteilt. Die Einwohner werden Pinois und Pinoises genannt.

## Geografie
Le Pin liegt etwa 50 Kilometer nordöstlich von Nantes. Umgeben wird Le Pin von den Nachbargemeinden La Chapelle-Glain im Norden und Westen, Challain-la-Potherie im Norden und Nordosten sowie Vallons-de-l’Erdre im Süden, Osten und Westen.

## Bevölkerungsentwicklung
| Einwohner                  | 816 | 752 | 698 | 680 | 602 | 602 | 681 | 754 |
| Quellen: Cassini und INSEE |     |     |     |     |     |     |     |     |

## Sehenswürdigkeiten
- Kirche Saint-Lambert
- Alte Kirche von Rochementru aus dem 12. Jahrhundert, umgebaut im 19. Jahrhundert

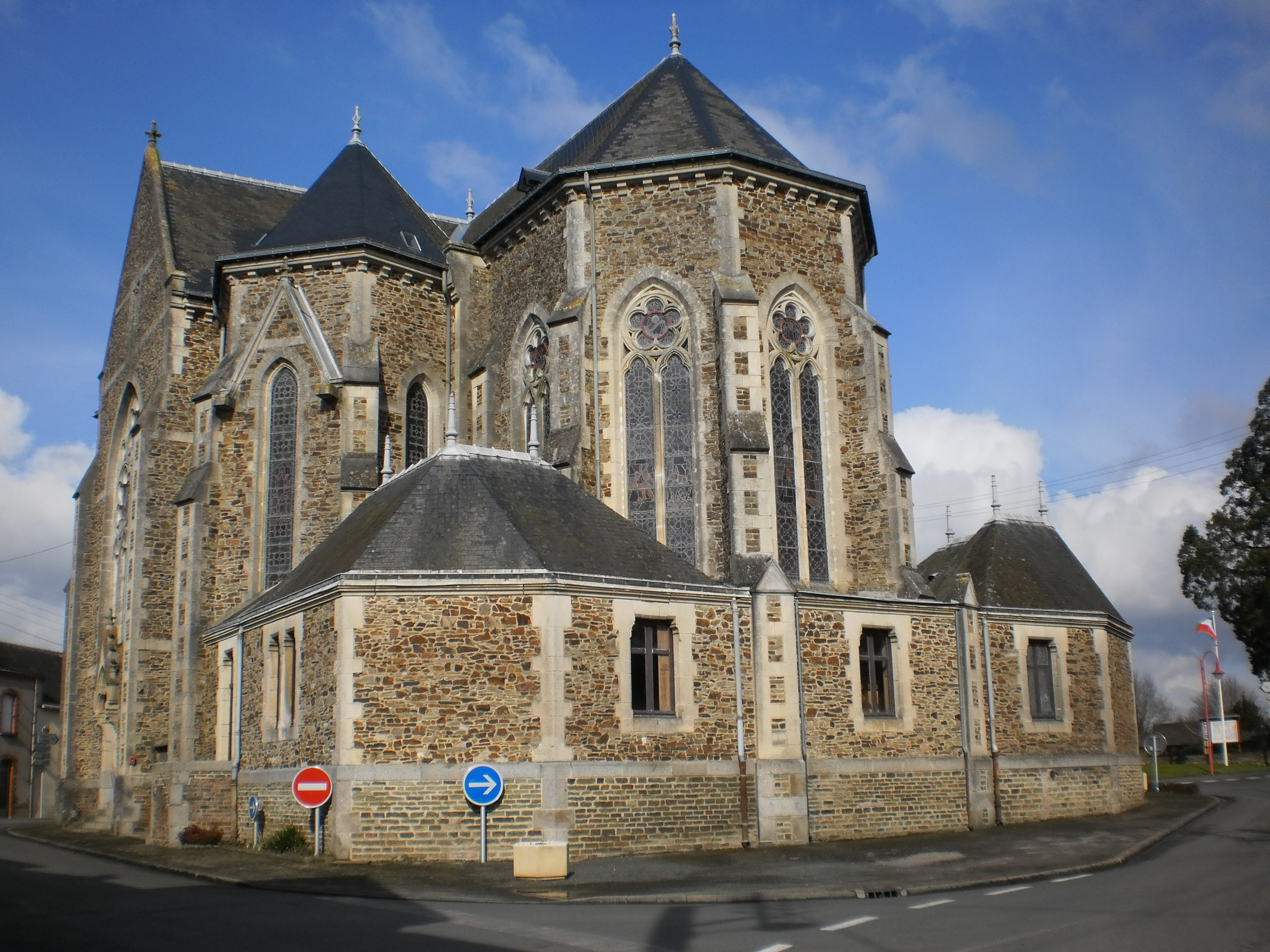
Kirche Saint-Lambert
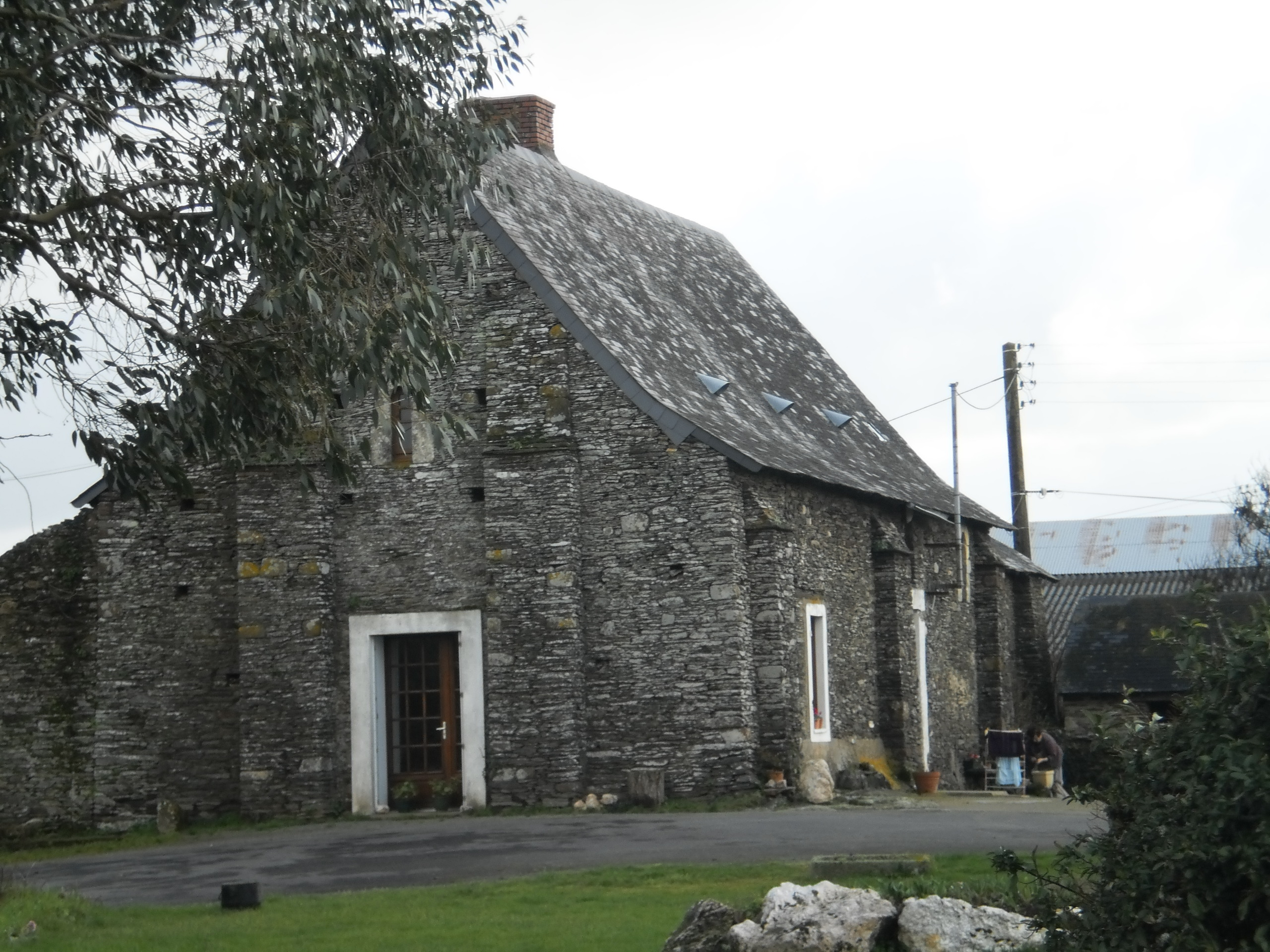
Alte Kirche von Rochementru